# Maresana
La Maresana è una collina compresa nel territorio del comune di Ponteranica, in provincia di Bergamo. Raggiunge la quota massima di 546 metri s.l.m. e costituisce il confine nord-orientale della città di Bergamo. Segna l'inizio della Val Seriana.
Il suo attuale nome ricorre per la prima volta nel XIII secolo; precedentemente era conosciuta come Monte Torsillo. In passato era coltivata a castagneto, mentre oggi è lasciata a ceduo e la gestione dei boschi ricade sotto il controllo del parco dei Colli in cui è inclusa.
La Maresana è raggiungibile in auto con due possibili strade: la prima parzialmente asfaltata che parte dal comune di Ponteranica, la seconda completamente asfaltata che prima raggiunge il Monte Luvrida e poi riscende per qualche centinaia di metri verso la Maserana; oppure a piedi attraverso alcuni sentieri. Da Bergamo il sentiero parte dal quartiere di Monterosso.
Lungo la strada che percorre la cresta sorge la chiesetta di San Marco alla Maresana che risale al 1619 e nelle immediate vicinanze una cascina ristrutturata costituisce una unità didattica del Parco dei Colli, per promuovere la conoscenza e la tutela di fauna e flora del territorio. Altro punto di riferimento è la Croce dei Morti, un monumento dedicato ai caduti, posto sulla sella in cui la strada cambia versante. Da qui parte il sentiero che conduce alla cima del Canto Alto, il punto più elevato del parco.
Durante il periodo estivo la gita in Maresana costituisce una abituale meta dei bergamaschi in fuga dall'afa cittadina, favorita anche dai sentieri realizzati, e mantenuti, dalle amministrazioni comunali nonché dalla presenza di ristoranti e trattorie tipiche.
Dagli anni '50 la vicinanza alla città e la posizione amena ha favorito la costruzione di case e di lussuose ville localizzate soprattutto alle sue pendici, nella parte alta del quartiere di Monterosso.
Grazie alla sua posizione dominante sulla città, sulla collina sono installati i ripetitori televisivi che diffondono il segnale verso la città e le zone circostanti.